# Mikaelle Assani
Mikaelle Assani (* 18. August 2002 in Pforzheim) ist eine deutsche Leichtathletin. Ihre Spezialdisziplin ist der Weitsprung.

## Leben
Mikaelle Assani ist die Tochter einer kamerunischen Mutter und eines nigerianischen Vaters und wuchs in Karlsruhe auf. Nach dem Abitur auf dem Fichte-Gymnasium in Karlsruhe studiert sie Bioingenieurwesen am Karlsruher Institut für Technologie (KIT). Neben dem Sport und ihrem Studium arbeitet Assani seit ihrem 14. Lebensjahr als Model.
Ihre sportliche Karriere begann im Alter von 11 Jahren. Seit 2018 fokussiert sie sich auf Weitsprung und trainiert in Mannheim beim SCL Heel Baden-Baden unter Trainer Udo Metzler. Assani bezeichnet sich als Christin und schöpft aus ihrem Glauben Kraft für den Sport. Seit 2020 leidet sie an Fußproblemen und hat einen genetisch bedingten Plattfuß.

## Sportliche Erfolge
Im Jahr 2020 gewann Mikaelle Assani die Deutschen U20-Hallenmeisterschaften, 2021 wurde sie Deutsche U20-Meisterin und gewann bei den U20-Europameisterschaften in Tallinn die Bronzemedaille.
2022 wurde sie Dritte bei den Deutschen Meisterschaften und belegte den zweiten Platz bei den Deutschen Juniorenmeisterschaften, die sie 2023 gewann. Zudem wurde sie 2023 Dritte bei den Deutschen Hallenmeisterschaften, Zweite bei den Deutschen Meisterschaften und Erste bei den Deutschen U23-Meisterschaften. Bei der B&S Kurpfalz Gala in Weinheim sprang Assani erstmals ihre bisherige Bestweite von 6,91 Metern, die sie im folgenden Jahr unter anderem auch wieder in Rom erreichte.
Bei den Europameisterschaften 2024 in Rom belegte sie den vierten Platz und verpasste nur knapp die Bronzemedaille, konnte sich aber für die Olympischen Spiele in Paris qualifizieren.
Bei den Deutschen Hallenmeisterschaften 2025 in Dortmund erreichte Assani mit 6,57 Metern Platz zwei hinter Malaika Mihambo.